# 棉行街
棉行街 （越南语：Hàng Bông；法语: Rue du Coton）是越南河内古街区（三十六行街）的一条街道，开始于棉行街-铁行街-鼓行街-Hang Hom十字路口，结束于昔日的南城门，长约932米。棉行街在历史上曾经是生产棉花制造服装或冬季毛毯的街道。今天，棉行街是河内最繁忙的街道之一，布满艺术画廊，丝绸店和服饰店。 

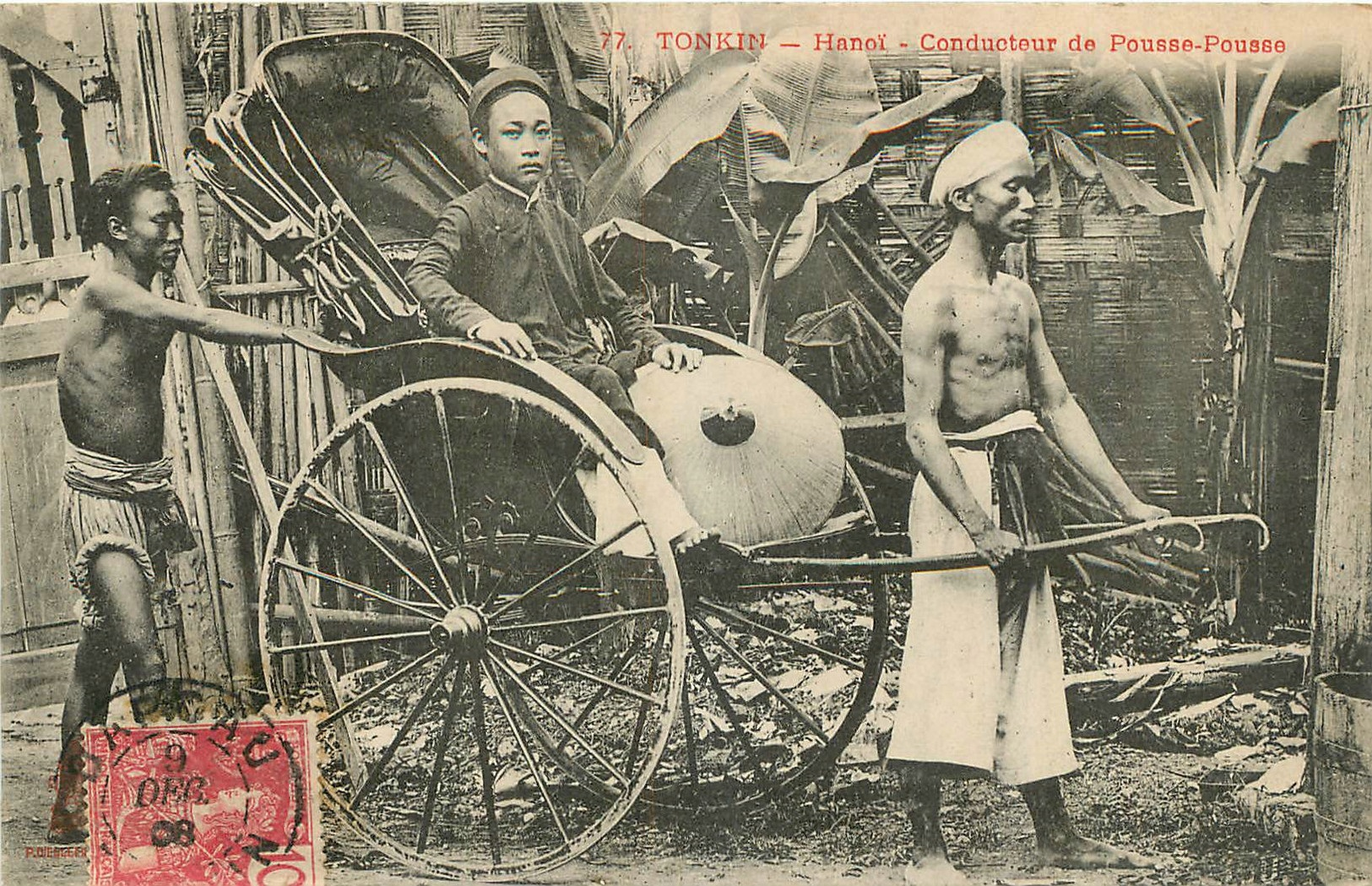
19世纪的人力车
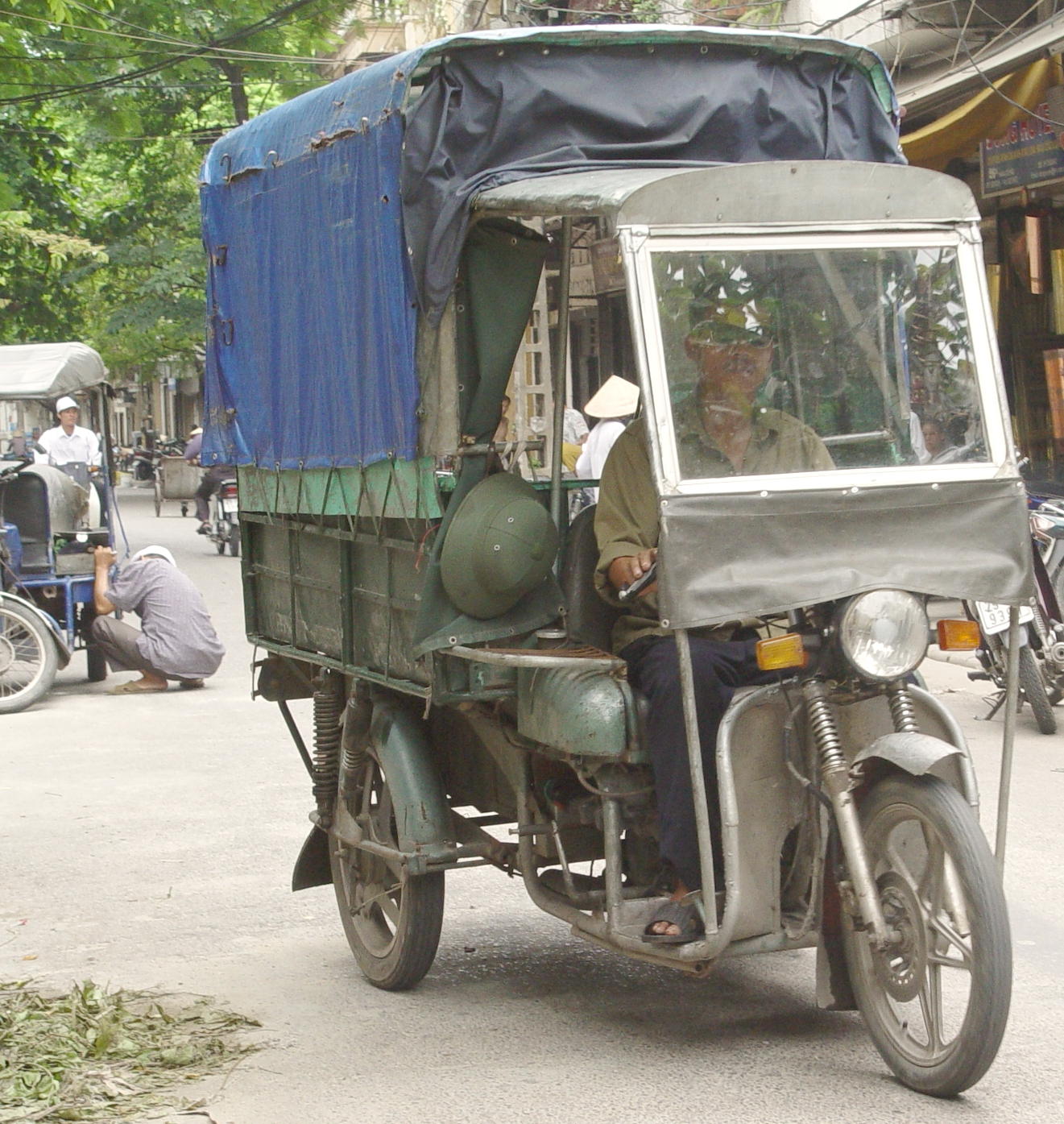
嘟嘟车